# Iglesia de San Juan Evangelista (Crispijana)
La iglesia de San Juan Evangelista es un templo situado en el concejo de Crispijana, en el municipio español de Vitoria.

## Descripción
El edificio se encuentra en el concejo alavés de Crispijana, en la comunidad autónoma del País Vasco. Se menciona como iglesia parroquial del lugar en el Diccionario geográfico-estadístico-histórico de España y sus posesiones de Ultramar de Pascual Madoz, donde se dice que a mediados del siglo XIX estaba «servida por un cura beneficiado perpetuo, de patronato del ordinario y cabildo» y que ya contaba con cementerio. Décadas después, ya en el siglo XX, Vicente Vera y López vuelve a reseñarla en el tomo de la Geografía general del País Vasco-Navarro dedicado a Álava con las siguientes palabras: «Su parroquia, de categoría rural de segunda, pertenece al arciprestazgo de Armentia y está dedicada á San Juan».
Los registros sacramentales de bautismos, matrimonios y decesos generados por la parroquia de San Juan Evangelista desde el siglo XV hasta el final del XIX se conservan con los del resto de iglesias de la provincia en el Archivo Histórico Diocesano de Vitoria, donde pueden consultarse.